# The Journey (Steeleye Span)
| Recensione | Giudizio |
| ---------- | -------- |
| AllMusic   |          |

The Journey è un doppio CD live degli Steeleye Span, pubblicato dalla Park Records nel novembre del 1999. Il disco fu registrato il 2 settembre 1995 al The Forum Kentish Town, Londra (Inghilterra).

## Tracce
Brani tradizionali arrangiati dagli Steeleye Span, tranne dove indicato
CD 1
1. Calling on Song – 1:13 (Ashley Hutchings) – Steeleye Span - Mark I
2. Blacksmith – 3:31 – Steeleye Span - Mark I
3. Fisherman's Wife – 3:52 – Steeleye Span - Mark I
4. Dark-Eyed Sailor – 3:57 – Steeleye Span - Mark I
5. Blackleg Miner – 2:40 – Steeleye Span - Mark I
6. Lowlands of Holland – 4:56 – Steeleye Span - Mark I
7. Cold, Haily, Windy Night – 4:22 – Steeleye Span - Mark II
8. Prince Charlie Stewart – 4:42 – Steeleye Span - Mark II
9. Jigs: Bryan O'Lynn / The Hag with the Money – 3:09 – Steeleye Span - Mark II
10. Gower Wassail – 4:34 – Steeleye Span - Mark II
11. Lark in the Morning – 4:44 – Steeleye Span - Mark II
12. John Barleycorn – 4:53 – Steeleye Span - Mark III
13. The Ups and Downs – 3:25 – Steeleye Span - Mark III
14. Edward – 6:07 (Bob Johnson) – Steeleye Span - Mark III
15. Cam Ye O'er Frae France – 5:18 – Steeleye Span - Mark III
16. All Around My Hat – 4:22 – Steeleye Span - Mark III

CD 2
1. Wife of the Soldier – 3:25 (Berthold Brecht (testo), Patrick John O'Hara Scott (musica)) – Steeleye Span - Mark IV
2. The Maid and the Palmer – 6:15 – Steeleye Span - Mark IV
3. Sweep, Chimney Sweep – 4:39 – Steeleye Span - Mark IV
4. Twa Corbies – 3:30 – Steeleye Span - Mark V
5. Harvest of the Moon – 4:16 (Steeleye Span) – Steeleye Span - Mark V
6. The Water Is Wide – 5:57 – Steeleye Span - Mark V
7. The Elf Knight – Steeleye Span - Mark V
8. Thomas the Rhymer – 7:36 – Steeleye Span - Mark V
9. Rave On – 3:13 (Sonny West, Bill Tilgham, Norman Petty) – Encores
10. Tunes: The Lark in the Morning / Masons Apron – 3:13 – Encores

## Musicisti
Calling on Song
- Ashley Hutchings - voce, accompagnamento vocale
- Gay Woods - voce, accompagnamento vocale
- Maddy Prior - voce, accompagnamento vocale
- Martin Carthy - voce, accompagnamento vocale
- Tim Hart - voce, accompagnamento vocale

Blacksmith
- Maddy Prior - voce solista
- Gay Woods - voce
- Tim Hart - chitarra acustica
- Martin Carthy - banjo
- Ashley Hutchings - basso
- Michael Gregory - batteria

Fisherman's Wife
- Maddy Prior - voce
- Gay Woods - voce
- Tim Hart - chitarra acustica
- John Kirkpatrick - concertina
- Ashley Hutchings - basso
- Michael Gregory - batteria

Dark-Eyed Sailor
- Maddy Prior - voce
- Gay Woods - voce
- Tim Hart - chitarra acustica
- John Kirkpatrick - concertina
- Ashley Hutchings - basso
- Michael Gregory - batteria

Blackleg Miner
- Maddy Prior - voce solista
- Tim Hart - voce solista
- Gay Woods - voce
- Martin Carthy - banjo
- Ashley Hutchings - basso
- Michael Gregory - batteria

Lowland of Holland
- Gay Woods - voce solista
- Maddy Prior - voce
- Tim Hart - chitarra acustica
- Martin Carthy - banjo
- Ashley Hutchings - basso
- Michael Gregory - batteria

Cold, Haily, Windy Night
- Martin Carthy - voce solista, chitarra elettrica
- Maddy Prior - voce
- Peter Knight - violino
- Tim Hart - dulcimer
- Ashley Hutchings - basso

Prince Charlie Stewart
- Maddy Prior - voce
- Martin Carthy - chitarra elettrica
- Tim Hart - dulcimer
- Peter Knight - violino
- Ashley Hutchings - basso

Jigs: Bryan O'Lynn / The Hag with the Money
- Martin Carthy - chitarra elettrica
- Tim Hart - dulcimer
- Maddy Prior - spoons
- Peter Knight - violino
- Ashley Hutchings - basso

Gower Wassall
- Tim Hart - voce solista
- Maddy Prior - voce
- Martin Carthy - chitarra elettrica, voce
- Peter Knight - violino, voce
- Ashley Hutchings - basso, voce

Lark in the Morning
- Martin Carthy - voce, chitarra elettrica
- Maddy Prior - voce
- Tim Hart - dulcimer
- Peter Knight - violino
- Ashley Hutchings - basso

John Barleycorn
- Tim Hart - voce solista
- Maddy Prior - voce
- Bob Johnson - chitarra, voce
- Peter Knight - violino, voce
- Rick Kemp - basso, voce
- Nigel Pegrum - batteria

The Ups and Downs
- Bob Johnson - voce solista, chitarra
- Maddy Prior - voce
- Tim Hart - voce
- Peter Knight - violino
- Rick Kemp - basso
- Nigel Pegrum - batteria

Edward
- Bob Johnson - voce solista, chitarra
- Maddy Prior - voce
- Peter Knight - violino, voce
- Rick Kemp - basso
- Nigel Pegrum - batteria

Cam Ye O'er Frae France
- Maddy Prior - voce
- Bob Johnson - chitarra
- Tim Hart - dulcimer
- Peter Knight - violino
- Rick Kemp - basso
- Nigel Pegrum - batteria

All Around My Hat
- Maddy Prior - voce
- Gay Woods - voce
- Tim Hart - chitarra elettrica, voce
- Bob Johnson - chitarra, voce
- Peter Knight - violino, voce
- Rick Kemp - basso, voce
- Nigel Pegrum - batteria

Wife of the Soldier
- Maddy Prior - voce
- Martin Carthy - chitarra elettrica
- John Kirkpatrick - accordion
- Rick Kemp - basso
- Nigel pegrum - batteria

The Maid and the Palmer
- Martin Carthy - voce solista, chitarra
- Maddy Prior - voce
- John Kirkpatrick - accordion
- Rick Kemp - basso
- Nigel Pegrum - batteria

Sweep, Chimney Sweep
- Maddy Prior - voce, accompagnamento vocale
- Tim Hart - voce, accompagnamento vocale
- Martin Carthy - voce, accompagnamento vocale
- John Kirkpatrick - voce, accompagnamento vocale
- Rick Kemp - voce, accompagnamento vocale

Corbies
- Maddy Prior - voce
- Gay Woods - voce
- Bob Johnson - chitarra, voce
- Tim Harries - tastiere
- Peter Knight - violino
- Liam Genockey - batteria

Harvest of the Moon
- Maddy Prior - voce
- Gay Woods - voce
- Bob Johnson - voce, chitarra
- Tim Harries - voce, tastiere
- Peter Knight - voce, violino
- Liam Genockey - batteria

The Water Is Wide
- Gay Woods - voce
- Bob Johnson - chitarra
- Tim Harries - tastiere
- Peter Knight - violino
- Liam Genockey - batteria

The Elf Knight
- Maddy Prior - voce
- Gay Woods - voce
- Bob Johnson - voce, chitarra
- Peter Knight - violino
- Tim Harries - basso, tastiere
- Liam Genockey - batteria

Thomas the Rhymer
- Maddy Prior - voce
- Gay Woods - voce
- Bob Johnson - chitarra
- Peter Knight - violino, voce
- Tim Harries - basso, tastiere, voce
- Liam Genockey - batteria

Rave On
- Maddy Prior - voce, accompagnamento vocale
- Gay Woods - voce, accompagnamento vocale
- Ashley Hutchings - voce, accompagnamento vocale
- Bob Johnson - voce, accompagnamento vocale
- John Kirkpatrick - voce, accompagnamento vocale
- Martin Carthy - voce, accompagnamento vocale
- Peter Knight - voce, accompagnamento vocale
- Tim Harries - voce, accompagnamento vocale
- Tim Hart - voce, accompagnamento vocale

Tunes: The Lark in the Morning / Masons Apron
- Martin Carthy - chitarra
- Tim Hart - chitarra
- Bob Johnson - chitarra
- Tim Harries - tastiere
- Peter Knight - violino
- John Kirkpatrick - accordion
- Ashley Hutchings - basso
- Liam Genockey - batteria
- Nigel Pegrum - batteria
- Gay Woods - bodhrán
- Maddy Prior - spoons[3]